# Suraigu

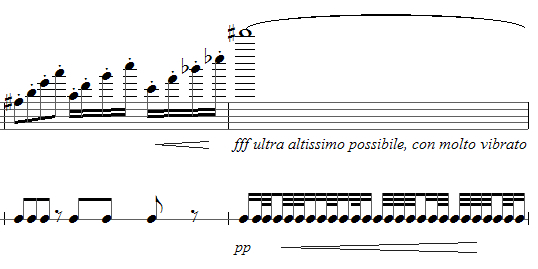
Suraigu

Le suraigu est le quatrième registre de certains instruments de musique — principalement des instruments à vent — s'ajoutant éventuellement aux registres grave, médium et aigu. Les notes suraiguës, obtenues grâce aux harmoniques et à des doigtés bien précis, permettent d'étendre dans les aigus la tessiture des instruments. C'est une technique considérée comme une technique de jeu étendue.
Par exemple, le saxophone alto ne devrait pouvoir émettre des sons que jusqu'au fa{\displaystyle \sharp } aigu (note écrite). Or grâce aux harmoniques, il est possible de jouer des do suraigus — une octave au-delà du do au-dessus de la portée en clé de sol, ou même davantage.